# الحدائق
ال-حدائق یک منطقهٔ مسکونی در لیبی است که در بنغازی واقع شده‌است.